# Niels Van Zandweghe
Niels Van Zandweghe (Brugge, 28 februari 1996) is een Belgisch roeier. Hij werd wereldkampioen bij de U23 en behaalde zowel op de wereldkampioenschappen als op de Europese kampioenschappen bronzen medailles.

## Loopbaan
Van Zandweghe begon in 2009 met roeien. Hij vormt een team samen met Gentenaar Tim Brys in de lichte dubbeltwee. In 2016 wonnen ze de kwalificatieregatta voor de Olympische Spelen van Rio. Omdat België slechts één boot mocht afvaardigen konden ze niet deelnemen.
Na de Olympische Spelen roeide hij een tijd alleen. Hij werd in 2016 wereldkampioen U23 in de lichte skiff. Op de Europese kampioenschappen in 2017 behaalde hij een bronzen medaille, ook in de lichte skiff.
In 2018 behaalde hij met Tim Brys een bronzen medaille op de wereldkampioenschappen. Het jaar nadien konden ze ook op de Europese kampioenschappen een bronzen medaille veroveren.
Door een zevende plaats op de wereldkampioenschappen van 2019 konden Van Zandweghe en Brys zich plaatsen voor Olympische Spelen van Tokio, die door de coronapandemie verschoven werden naar 2021.
Dit jaar maakt hij zich opnieuw klaar voor de Olympische spelen in Parijs. Met als doel een finale plaats te behalen.

## Uitslagen
- 2014: 6e, Wereldkampioenschappen junioren, klasse JM4x
- 2014: 11e, Olympische jeugdregatta, klasse JM1x
- 2015: 6e, Wereldkampioenschappen U23, klasse BM4x
- 2016: , Wereldbeker Varese, klasse LM2x
- 2016: 5e, Europese kampioenschappen, klasse LM2x
- 2016: , kwalificatietoernooi OS, klasse LM2x
- 2016: , Wereldkampioenschappen U23, klasse BLM1x
- 2017: , Wereldbeker Belgrado, klasse LM1x
- 2017: , Europese kampioenschappen, klasse LM1x
- 2017: 5e, Wereldkampioenschappen, klasse LM2x
- 2018: , Wereldbeker Belgrado, klasse LM2x
- 2018: , Wereldbeker Linz, klasse LM2x
- 2018: , Wereldbeker Luzern, klasse LM2x
- 2018: 4e, Europese kampioenschappen, klasse LM2x
- 2018: , Wereldkampioenschappen, klasse LM2x
- 2019: , Wereldbeker Plovdiv, klasse LM2x
- 2019: , Europese kampioenschappen, klasse LM2x
- 2019: 7e, Wereldkampioenschappen, klasse LM2x
- 2020: , Europese kampioenschappen, klasse LM2x

## Club
Van Zandweghe was aangesloten bij Brugse Trim- en Roeiclub en stapte in 2023 over naar Koninklijke Roeivereniging Club Gent.